# اتهامات بانتهاكات إكسون موبيل لحقوق الإنسان في إندونيسيا
اتهامات بانتهاكات إكسون موبيل لحقوق الإنسان في إندونيسيا منذ أواخر الثمانينيات من القرن العشرين، استأجرت شركة إكسون موبيل جنبًا إلى جنب مع الشركات السابقة لها موبيل أويل كوربوريشن وموبيل أويل إندونيسيا، وحدات عسكرية من الجيش الوطني الإندونيسي لتوفير الأمن لمشروع استخراج الغاز وإسالة الغاز في آتشيه في إندونيسيا. اتُهم أفراد هذه الوحدات العسكرية بارتكاب انتهاكات لحقوق الإنسان ضد القرويين المحليين. خوفا على حياة موظفيها بعد سلسلة من الهجمات قامت إكسون موبيل بإغلاق عمليات الغاز الطبيعي آرون في آتشيه في مارس 2001. في عام 2015 باعت شركة إكسون موبيل عملياتها في آتشيه إلى برتامينا. تنفي الشركة هذه الاتهامات، ودفاعها الأساسي هو أن انتهاكات حقوق الإنسان التي حدثت لم تكن نتيجة نية محددة للشركة وبالتالي لا يمكن تحميلها المسؤولية.
تقع آتشيه على الطرف الشمالي لجزيرة سومطرة الإندونيسية. المنطقة غنية بالموارد الطبيعية، بما في ذلك النفط والغاز الطبيعي. في عام 1992 أفيد أن آتشيه قدمت 15 ٪ من إجمالي صادرات إندونيسيا، وقدرت قيمة حقول النفط والغاز في عام 2003 لتوليد 1.2-1.5 مليار دولار أمريكي سنويًا.

## تاريخ حقول غاز اتشيه
في عام 1968 بدأت موبيل في تشغيل حقول غاز آرون المملوكة لشركة النفط الحكومية الإندونيسية بيرتامينا. في عام 1971 اكتشفت شركة موبيل أويل الإندونيسية احتياطيات ضخمة من الغاز الطبيعي في شمال آتشيه، مما أدى إلى إنشاء منطقة لوكسيماو الصناعية. بعد أن اشترت إكسون موبيل في عام 1999 تولت الشركة المدمجة ومقرها إيرفينغ بولاية تكساس إدارة حقل آرون. ساهمت حقول الغاز هناك حتى إغلاقها في مارس في الميزانية الإندونيسية بحوالي مليار دولار من الإيرادات سنويًا. تشهد آتشيه موطن حقل الغاز الطبيعي مقاومة مسلحة منظمة تحت لواء حركة أتشيه الحرة. من عام 1989 إلى عام 1998 صنفت الحكومة الإندونيسية إقليم أتشيه كمنطقة للعمليات العسكرية، حيث تم تعيين آلاف القوات لهزيمة قوة الاستقلال المسلحة.

## التقاضي
تولى الصندوق الدولي لحقوق العمال قضية الأشخاص الذين يزعمون أنهم ضحايا الاعتداء. في عام 2001 قدمت آي إل آر إف دعوى في محكمة المقاطعة الفيدرالية لمقاطعة كولومبيا نيابة عن 11 قرويًا من آتشيه يدعون أنهم ضحايا انتهاكات حقوق الإنسان من قبل قوات الأمن التي استأجرتها إكسون موبيل. تزعم الدعوى أن إكسون موبيل استخدمت قوات عسكرية لحماية عملياتها، وساعدت وتحرضت على انتهاكات حقوق الإنسان من خلال الدعم المالي وغيره من الدعم المادي لقوات الأمن. بالإضافة إلى ذلك تدعي الدعوى أن قوات الأمن إما موظفون أو عملاء لشركة إكسون موبيل وبالتالي فإن شركة إكسون موبيل مسؤولة عن أفعالهم.
في عام 2005 حكم قاضي فيدرالي أمريكي بأن القضية يمكن أن تمضي في دعاوى قانون مقاطعة كولومبيا، بما في ذلك الموت غير المشروع والسرقة بالإكراه والاعتداء والضرب، لكنه رفض المطالبات بموجب قانون دعاوى التعويض عن الضرر الأجنبي وقانون حماية ضحايا التعذيب. في عام 2006 تم رفض طلب الرفض الذي تقدمت به شركة إكسون موبيل، وكذلك الاستئناف في عام 2007. وفي عام 2008 رفضت المحكمة العليا الأمريكية بعد أن دعت المحامي العام الأمريكي للتعليق الاستماع إلى استئناف. في عام 2009 قبلت محكمة المقاطعة طلب شركة إكسون بالرفض، بناءً على عدم وقوف المدعين في محكمة أمريكية تم تبجيل ذلك في عام 2011 من قبل محكمة الاستئناف.
في عام 2014 قررت محكمة اتحادية أمريكية أن القضية يمكن أن تستمر، في عام 2015 قررت أن الادعاءات بما فيه الكفاية «لمس وقلق» الولايات المتحدة أنها قد ترفع دعوى أمام محكمة أمريكية.